# Sociedade Fabiana

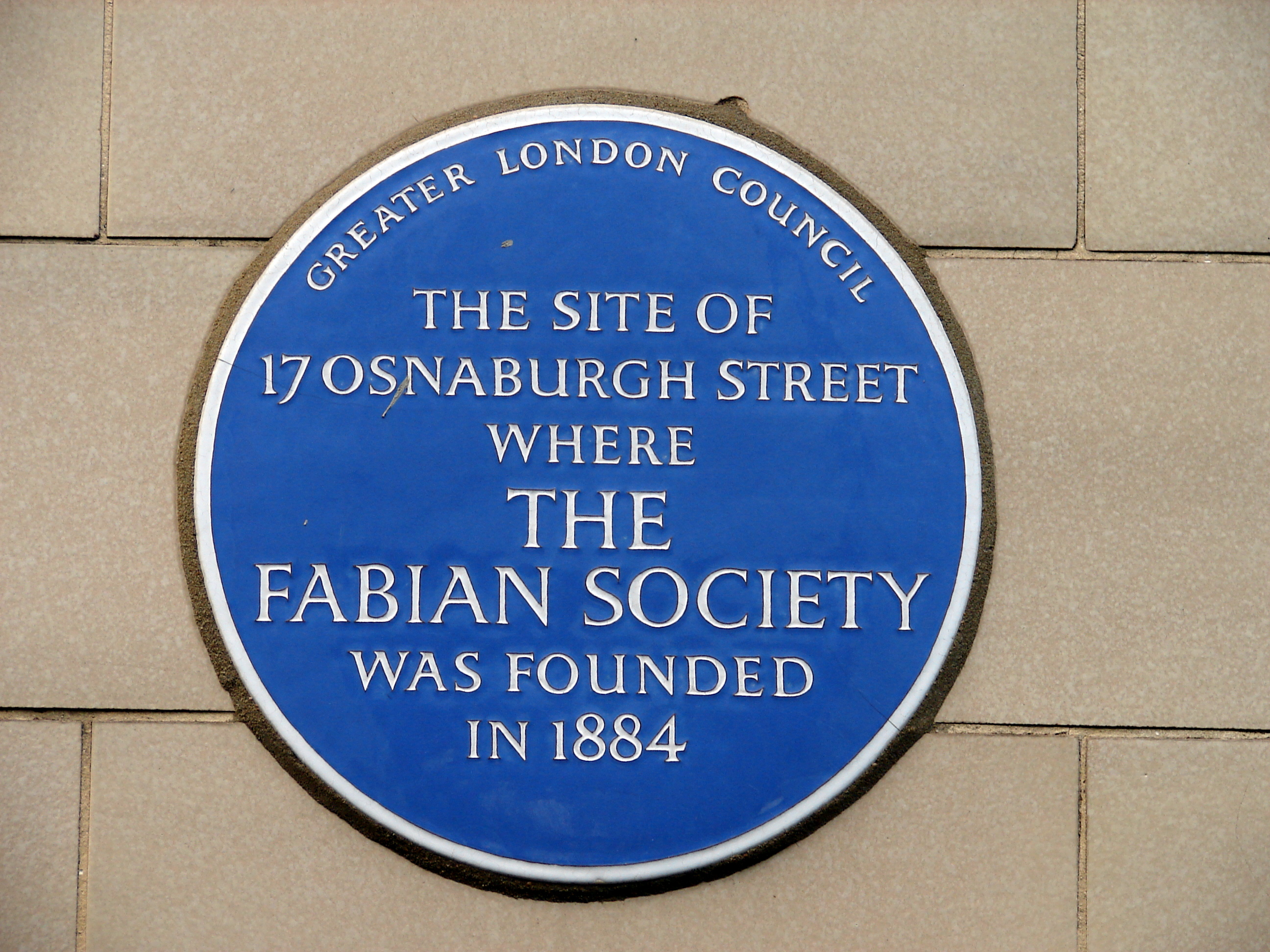
Blue plaque em 17 Osnaburgh St, onde a sociedade foi criada em 1884.

A Sociedade Fabiana é uma organização socialista britânica cujo propósito é promover os princípios da social-democracia e do socialismo democrático através de esforços gradualistas e reformistas, e não pela revolução.
Como uma das organizações fundadoras do Comitê de Representação Trabalhista em 1900, e como uma importante influência sobre o Partido Trabalhista que cresceu a partir dele, a Sociedade Fabiana teve uma poderosa influência na política britânica. Outros membros da Sociedade Fabiana incluíram líderes políticos de outros países, como Jawaharlal Nehru, que adotaram os princípios fabianos como parte de suas próprias ideologias políticas. A Sociedade Fabiana fundou a London School of Economics em 1895.
Hoje, a sociedade funciona principalmente como um think tank e é uma das 20 sociedades socialistas afiliadas ao Partido Trabalhista. Sociedades semelhantes existem na Austrália (Australian Fabian Society), no Canadá (Douglas-Coldwell Foundation e a agora dissolvida League for Social Reconstruction), na Sicília (Sicilian Fabian Society) e na Nova Zelândia (The NZ Fabian Society).

## Objetivo
O fabianismo era caracterizado pelo pragmatismo, rejeitando as ideias utópicas. Não consistia em um movimento revolucionário, mas tinha, como escopo, a progressão humanista das instituições já existentes.
O fabianismo era a favor de uma alternativa à propriedade dos meios de produção para pôr um fim ao sistema econômico denominado capitalismo. Defendeu, também, a saúde pública e o  ensino gratuito para todos os cidadãos, assim como a normatização detalhada das condições de trabalho visando a atenuar o abuso do emprego de mão de obra de crianças e o exacerbado número de acidentes de trabalho. Os primeiros folhetos da Sociedade Fabiana defendiam os princípios da justiça social, como a introdução de um salário-mínimo em 1906 e a criação de um sistema de saúde universal em 1911.

## Sociedade Fabiana
A Sociedade Fabiana é uma agremiação política socialista que se opõe à luta de classes, sendo fundada em Londres no dia 4 de janeiro de 1884.
Recebeu esse nome por valer-se de uma tática gradual e temporizada que lembrava, sob alguns aspectos, a política do cônsul Fábio Máximo, o Cunctator (traduzido do latim, "o que adia"), que, na sua luta contra Aníbal e os cartagineses na Segunda Guerra Púnica, adotou uma estratégia bélica de espera e de lento atrito, em uma guerra de desgaste.
O fabianismo acredita na gradual evolução da sociedade, através de reformas incipientes e de forma "evolucionista", que conduzam gradualmente ao socialismo, diferenciando-se do marxismo, que prega uma passagem revolucionária ao socialismo. Era inspirado nas ideias de Stuart Mill e sustentava que o bem-estar da maioria exigia o intervencionismo da máquina estatal.

O Lobo em Pele de Cordeiro, o brasão original da Sociedade Fabiana.

Dentre suas bases teóricas, destaca-se Fabian Essays in Socialism, editado por George Bernard Shaw em 1889.
Entre os proeminentes membros da Sociedade Fabiana, estão os escritores George Bernard Shaw, Leonard Woolf, Virginia Woolf, H. G. Wells, Annie Wood Besant, Salama Moussa, Bertrand Russell, e G. K. Chesterton, a anarquista Charlotte Wilson, a feminista Emmeline Pankhurst, o sexólogo Havelock Ellis, o militante Edward Carpenter, o físico Oliver Lodge, e o político Ramsay Macdonald.
No núcleo da Sociedade Fabiana, estavam Sidney Webb e sua esposa Beatriz Webb. Juntos, eles escreveram numerosos estudos sobre a Grã-Bretanha industrial, incluindo alternativas de economia cooperativa que se aplicavam a posse de capitais, bem como de terra.
A Sociedade Fabiana foi componente essencial na criação do Partido Trabalhista, fundado em 1906, e que, em 1922, tornou-se a segunda maior força política no Reino Unido, ultrapassando os liberais. A ligação entre a Sociedade Fabiana e o Partido Trabalhista manteve-se por toda a primeira metade do século XX. Em tal período, a maior parte dos indivíduos nomeados ministros do Trabalho eram ou tinham sido membros da Sociedade Fabiana.

## Crescimento
Imediatamente após sua criação, a Sociedade Fabiana começou a atrair muitas figuras contemporâneas proeminentes atraídas por sua causa socialista, incluindo George Bernard Shaw, H. G. Wells, Annie Besant, Graham Wallas, Charles Marson, Sydney Olivier, Oliver Lodge, Ramsay MacDonald e Emmeline Pankhurst. Bertrand Russell tornou-se brevemente membro, mas renunciou depois de expressar sua crença de que o princípio de entendimento da Sociedade (neste caso, entre países que se aliam contra a Alemanha) poderia levar à guerra.
No núcleo da Sociedade Fabiana estavam Sidney e Beatrice Webb. Juntos, eles escreveram numerosos estudos da Grã-Bretanha industrial, incluindo economia cooperativa alternativa que se aplicava à propriedade do capital, bem como da terra.
Muitos fabianos participaram da formação do Comitê de Representação Trabalhista em 1900 e a constituição do grupo, escrita por Sidney Webb, foi fortemente emprestada dos documentos fundadores da Sociedade Fabiana. Na reunião que fundou o Comitê de Representação Trabalhista em 1900, a Sociedade Fabiana reivindicou 861 membros e enviou um delegado.
Os anos de 1903 a 1908 viram um crescimento no interesse popular pela ideia socialista na Grã-Bretanha e a Sociedade Fabiana cresceu de acordo, triplicando seus membros para quase 2.500 no final do período, metade dos quais estavam localizados em Londres. Em 1912, uma seção estudantil foi organizada chamada Federação Socialista Universitária (USF) e pela eclosão da Primeira Guerra Mundial em 1914 esse contingente contava com mais de 500 membros.

## Início fabiano
Os primeiros panfletos da Sociedade Fabiana defendendo princípios de justiça social coincidiram com o zeitgeist das reformas liberais durante o início de 1900. As propostas fabianas, no entanto, eram consideravelmente mais progressistas do que aquelas que foram promulgadas na legislação da reforma liberal. Os fabianos pressionaram pela introdução de um salário-mínimo em 1906, pela criação de um sistema universal de saúde em 1911 e pela abolição dos pares hereditários em 1917. Agnes Harben e Henry Devenish Harben estavam entre os fabianos que defendiam a emancipação das mulheres e apoiavam os movimentos de sufrágio na Grã-Bretanha e internacionalmente.
Os socialistas fabianos eram a favor da reforma da política externa do Império Britânico como um canal para a reforma internacionalista, e eram a favor de um estado de bem-estar modelado no modelo alemão bismarckiano; eles criticaram o liberalismo gladstoniano tanto por seu individualismo em casa quanto por seu internacionalismo no exterior. Eles eram a favor de um salário-mínimo nacional para impedir que as indústrias britânicas compensassem sua ineficiência baixando os salários em vez de investir em equipamentos de capital e um sistema nacional de educação porque "é nas salas de aula ... que as futuras batalhas do Império pela prosperidade comercial já estão sendo perdidas".
Em 1900, a Sociedade produziu Fabianism and the Empire, a primeira declaração de seus pontos de vista sobre relações exteriores, redigida por Bernard Shaw e incorporando as sugestões de 150 membros fabianos. Foi dirigido contra o individualismo liberal daqueles como John Morley e Sir William Harcourt. Alegou que a economia política liberal clássica estava ultrapassada e que o imperialismo era a nova etapa da política internacional. A questão era se a Grã-Bretanha seria o centro de um império mundial ou se perderia suas colônias e acabaria como apenas duas ilhas no Atlântico Norte. Expressou apoio à Grã-Bretanha na Guerra dos Bôeres.
Para manter o Império, os britânicos precisavam explorar plenamente as oportunidades comerciais garantidas pela guerra; manter as forças armadas britânicas em alto estado de prontidão para defender o Império; a criação de um exército cidadão para substituir o exército profissional; as Leis Fábricas seriam alteradas para estender para 21 anos a idade para o emprego em meio período, de modo que as trinta horas ganhas seriam usadas "em uma combinação de exercícios físicos, ensino técnico, educação em cidadania civil ... e treinamento de campo na uso de armas modernas".
Os fabianos também favoreceram a nacionalização da renda da terra, acreditando que as rendas cobradas pelos proprietários de terras em relação ao valor de suas terras não eram merecidas, uma ideia que se baseou fortemente no trabalho do economista americano Henry George.

## Segunda geração fabiana
No período entre as duas guerras mundiais, a "segunda geração" fabiana, inclui os escritores R. H. Tawney, George Douglas Howard Cole e Harold Laski. Foi nessa época que muitos dos futuros líderes do Terceiro Mundo foram expostos ao pensamento do socialismo fabiano, principalmente Jawaharlal Nehru da Índia, que, posteriormente, faria com que a política econômica da Índia seguisse as linhas do socialismo fabiano. Após a independência da Índia, as ideias fabianas de Nehru direcionaram a Índia para uma economia em que o Estado operava e controlava os meios de produção, em particular os principais setores da indústria pesada, como a metalurgia, telecomunicações, transporte, geração de energia, mineração e desenvolvimento imobiliário. A atividade privada, direitos de propriedade e empreendedorismo foram desencorajados ou regulados através de autorizações. A nacionalização da atividade econômica e os altos impostos foram incentivados. O racionamento e o controle das escolhas individuais foram consideradas por Nehru como um meio para implementar a versão do socialismo da Sociedade Fabiana.
Além de Nehru, vários líderes pré-independência na Índia colonial, como Annie Wood Besant - mentora de Nehru e, posteriormente, presidente do Congresso Nacional Indiano - eram membros da Sociedade Fabiana.
Obafemi Awolowo, que, mais tarde, tornou-se o primeiro-ministro da extinta Região Oeste da Nigéria, foi, também, membro da sociedade no final da década de 1940. Awolowo utilizou a filosofia do socialismo fabiano na Região Oeste, mas foi impedido de usá-la em nível nacional na Nigéria. É pouco conhecido que o fundador do Paquistão, Muhammad Ali Jinnah, era um ativo membro da Sociedade Fabiana em 1930. Lee Kuan Yew, o primeiro primeiro-ministro de Singapura, afirmou, em suas memórias, que sua filosofia política inicial foi fortemente influenciada pelo socialismo fabiano. No entanto, mais tarde, ele modificou seus pontos de vista, considerando o idealismo do socialismo como impraticável. Em 1993, Lee disse:

Eles [Sociedade Fabiana] estavam querendo criar uma sociedade mais justa para os trabalhadores britânicos. O início de um estado de bem-estar, moradia mais barata, medicamentos e tratamento dentário gratuitos, espetáculos livres e subsídios de desemprego generosos. Claro que, para os estudantes vindo das colônias, como Singapura e Malásia, era uma grande atração como alternativa ao comunismo. Nós não vimos, até a década de 1970, que era o início dos grandes problemas que colaboraram para o declínio inevitável da economia britânica.— Lee Kuan Yew entrevistado por Lianhe Zaobao
No Oriente Médio, as teorias da Sociedade Fabiana inglesa do início do século XX inspiraram o surgimento do baathismo. A adaptação ao Oriente Médio do socialismo fabiano levou o Estado a controlar as grandes indústrias, transportes, bancos e o comércio interno e externo. O estado passou a dirigir o curso do desenvolvimento econômico, com o objetivo final de proporcionar um padrão mínimo de vida para todos. Michel Aflaq, amplamente considerado como o fundador do baathismo, era um socialista fabiano. As ideias de Aflaq, junto com as de Salah ad-Din al-Bitar e Zaki al-Arsuzi, tornaram-se realidade no mundo árabe na forma de regimes ditatoriais no Iraque e na Síria. Salamah Mūsā, no Egito, outro campeão proeminente do socialismo árabe, era um ativo aderente da Sociedade Fabiana, e era membro desde 1909.
Entre muitos acadêmicos atuais seguidores do socialismo fabiano, estão o cientista político Bernard Crick, os economistas Thomas Balogh e Nicholas Kaldor e o sociólogo Peter Townsend.

## Declínio
O declínio da Sociedade Fabiana começou em meados dos anos 1930, motivado por uma série de fatores que incluem as diversas posições ideológicas concernentes à experiência da União Soviética, e à perda da influência no Partido Trabalhista, suplantada por indivíduos provenientes do sindicalismo e da classe operária. Também influenciou tal declínio a adesão de muito de seus militantes à União Britânica de Fascistas de Oswald Mosley (também ex-membro da Sociedade Fabiana). Todavia, a Sociedade Fabiana continua sua atividade ainda hoje, ainda que hoje não seja tão renomada quanto na primeira metade do século XX.
Na realidade, a Sociedade Fabiana alega ter conseguido materializar a maior parte dos seus objetivos, posto que muitas das reformas por ela proposta foram realizadas durante e depois da Grande Depressão. O emergir do Welfare state se deve muito aos esforços e ao trabalho intelectual da Sociedade Fabiana.

## O fabianismo hoje
Atualmente, a Sociedade Fabiana está passando por um período de renascimento, com um aumento significativo de adesões desde 1997. No parlamento britânico, na primeira década do século XXI, houve mais membros do Partido Trabalhista associados à Sociedade Fabiana que deputados conservadores, liberais e liberais-democratas somados.
A sociedade está filiada ao Partido Trabalhista britânico como uma sociedade socialista. Nos últimos anos, o grupo Young Fabian, fundado em 1960, tornou-se um importante networking de organização e discussão ativista para jovens com menos de 31 anos, e colaborou na eleição de 1994 de Tony Blair como líder do Partido Trabalhista. Hoje, também existe a rede web feminina Fabian Women's Network, e grupos escoceses e galeses da Sociedade Fabiana.

## Crítica
Leon Trotski pensava que o socialismo fabiano fosse uma tentativa sub-reptícia de salvar o capitalismo da fúria da classe operária. A esse respeito, disse que "em toda a história do movimento trabalhista britânico, houve pressão por parte da burguesia contra o proletariado através do uso de radicais, intelectuais, salas e igrejas socialistas, e owenistas que repudiam a luta de classes, defendendo os princípios de solidariedade social, pregando a colaboração com a burguesia, se aproveitando de e enfraquecendo politicamente o miserável proletariado".